# Adeler
Adeler er navnet på en dansk-norsk adelsslægt hvis stamfader, var den norskfødte admiral Cort Sivertsen Adeler, som den 7. februar 1666 blev ophøjet i adelig stand.
Cort Adelers ældre søn, kommandant på Dansborg, Sivert Cortsen Adeler døde ugift 1683, den yngre søn, gehejmeråd Frederik Christian Adeler (1668-1726), købte Dragsholm Slot 1694, og han var desuden ejer af flere godser. I sit ægteskab med Henriette Margrethe von Lente havde han blandt andre sønnerne konferensråd Christian Lente (1699-1757), opretteren af stamhuset (og senere baroni) Adelersborg, og gehejmeråd Theodor Lente (1702-1767), der henholdsvis 21. marts 1727 og 4. august 1758 fik bevilling til at forene deres forældres slægtsnavne og våbener.
Kammerjunker, Oberstløjtnant Johannes Emil Adeler blev ved patent af 1. november 1826 optagen i lensfriherrelig stand.
Kammerjunker, Oberstløjtnant Baron Johannes Emil Adeler (født 11. april 1777 døde 7. maj 1842).
Baron Cort Sivertsen Theodor Adeler (født 1. maj 1825) Søn af Baron Johannes Emil Adeler
Baron Christian Hermann Adeler (født 14. juli 1828) Søn af Baron Johannes Emil Adeler, gift den 17. december 1857 med Vilhelmine Theodora Bornemann (født 11. maj 1825)
Baronesse Harriet Julie Agnete Vilhelmine Emilie (født 27. oktober 1858) datter af Baron Christian Hermann Adeler, gift den 15. oktober 1881 med overretssagfører Otte Emil Lund (født 21. april 1850)
Baron Christian Hermann Adeler (født 2. november 1865) Søn af Baron Christian Hermann Adeler
Baron Cosmus Adeler (født 24. januar 1867) Søn af Baron Christian Hermann Adeler
Baron Joseph Emil Adeler (født 25. april 1830 døde 12. juni 1882) Søn af Baron Johannes Emil Adeler, gift første gang 31. marts 1854 med Helmikka Margrethe Kabell (født 4. december 1834 – døde 10. juni 1866) gift anden gang 12. marts 1868 med Caroline Marie Cathrine Vofs (født 8. februar 1841) enke efter Apoteker Helm.
Baronesse Frederikke Augusta Caroline (født 16. juni 1836) Datter af Baron Johannes Emil Adeler
Slægten har ejet godset Gjemsø Kloster med Bratsberg gård i Norge,
Sæbygård, Egemark, Algestrup, Hindsgavl,
Ullerup, Sohngaardsholm, Høgholm, Eskjær,
Bustrup og Lykkesholm.